# Centaurea pulchella
Centaurea pulchella — вид рослин з роду волошка (Centaurea), з родини айстрових (Asteraceae). Етимологія: лат. pulchellus — «прекрасний».

## Опис рослини
Це однорічна трава (10)20–70 см заввишки. Стебло прямовисне, розгалужене, запушене біля основи; гілки кольору слонової кістки або солом'яного, висхідні, стрункі, голі. Прикореневі листки в'януть у період цвітіння, на коротких ніжках; пластини вузько-еліптично-ланцетні; верхні й середні стеблові листки сидячі, ланцетні до лінійно-ланцетних, 20–30 × 2–3 мм; верхні стеблові листки схожі, зменшуючись вгору. Квіткові голови численні, у щитко- чи волоте-подібному суцвітті. Кластер філарій (приквіток) від вузько-еліпсоїдного до зворотно-конічного, у діаметрі 4–6 мм; філарії в ≈ 6 рядів, голі, з чітко вираженою чорнуватою поздовжньою лінією. Віночки рожеві або білі, ≈ 1 см, й такої ж товщини. Плід — сипсела, зворотно-яйцеподібний, ≈ 3 мм, від слабо волосистого до майже голого, з неглибоко зубчастим обідком; зовнішні елементи папуса білі, до 5 мм, внутрішні елементи папуса лускоподібні, 1–1.5 мм. Період цвітіння й плодоношення: червень — вересень.

## Середовище проживання
Поширений у Євразії від Туреччини й півдня європейської частини Росії до Монголії. Населяє схили гір, піщані ділянки, пустелі.